# Cornelia Quackshofje

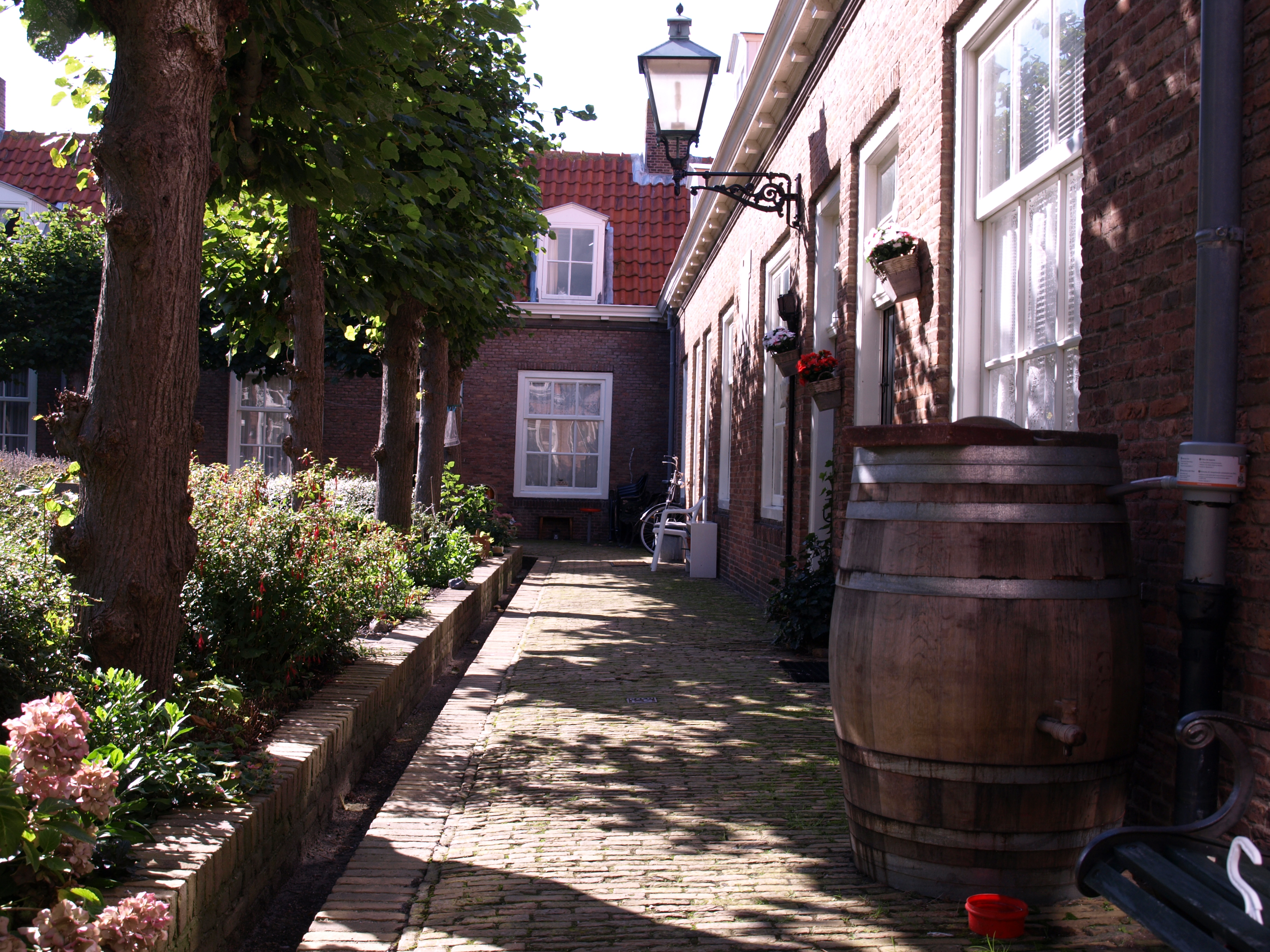
Het Zeemanserve in Vlissingen.

Cornelia Quackshofje, ook wel Zeemanserve of Hooge Erve genoemd, is een monumentaal hofje bestaande uit 24 woningen in de binnenstad van Vlissingen, in de Nederlandse provincie Zeeland. 

## Geschiedenis
Het hofje werd in 1643 gebouwd op de zogenoemde zelkeheuvels, asheuvels die een restant waren van een vroegere zoutverwerkingsplaats. De toen 23 huisjes waren gebouwd in een vierkant met in het midden een bleekveld voor gezamenlijk gebruik. De woningen waren bereikbaar door een poort aan het eind van wat toen de Korte Zelke was. Het hofje was bedoeld voor de huisvesting van armen. De bouw door het stadsbestuur van Vlissingen werd volledig gefinancierd door Cornelia Quack uit Den Haag, weduwe van provinciebeambte Carel Nijs. Een gedenksteen boven de toegangspoort van het hofje herinnert daar aan:
Dit huys heeft gesticht Cornelia Quack
Weduwe van Karel Nys Saligher:
Spaersaemheyt is goet
Den armen gheven is zoet
Maer van Godt Compt den Overvloet
Die den armen wilt ghedencken
Godt wilt hem zijn Hemelryck schencke
Cornelia Nys dits myn Auys.
Al in 1650 vertoonde het hofje gebreken door slecht onderhoud. De huisjes zijn daarop overgedragen aan de diaconie van de Nederduits Gereformeerde Kerk in Vlissingen. Als bijzondere bepaling had Quack in de akte van overdracht laten opnemen dat zij het recht behield om te kunnen beschikken over de eerste drie woninkjes rechts van de poort voor zichzelf of haar familie.
In 1786 is het hofje door de diaconie geschonken aan de in 1754 opgerichte Zeemans- en Visschersbeurs en kwam de naam 'Zeemanserve' in zwang. De huisjes verkeerden in een slechte staat en moesten worden hersteld waarbij de gehele noordkant van het hofje is afgebroken en opnieuw opgebouwd. De twee grootste huisjes werden verbouwd tot drie, waardoor het totaal aantal woningen  op 24 kwam. Ter herinnering aan deze werkzaamheden is in de zuidelijke gevel van het hofje een gedenksteen ingemetseld. Ook in 1823 vond een grote renovatie plaats.
Tijdens de Tweede Wereldoorlog liep het hofje grote schade op. Bij de herstellingen in 1950 is het aantal huisjes beperkt tot 22. Een gevelsteen in de oostelijke gevelwand herinnert aan deze restauratie. Toen in 1968 de Vlissingse binnenstad ingrijpend gesaneerd werd kwam het Quakshofje vrij te staan doordat omliggende bebouwing gesloopt werd. Er werd een muur om het hofje gebouwd en de huisjes werden voor het eerst van ramen aan de buitenkant voorzien.
In 1975 werden de huisjes voor bewoning afgekeurd. Met hulp van de gemeente Vlissingen is het hofje van 1976 tot 1980 grondig gerenoveerd waarbij de 22 huisjes zijn verbouwd tot 13 grotere woningen. In 1995 is Cornelia Quackshofje door de nog steeds bestaande Zeemans- en Visschersbeurs verkocht aan de Vlissingse woningcorporatie VVV. Kort daarop kreeg het hofje de beschermde status van rijksmonument.